# Исалова, Аминат Магомедрасуловна
Аминат Магомедрасуловна Исалова (7 августа 1936, с. Чох, Гунибский район, Дагестанская АССР, РСФСР, СССР) — советская колхозница. Герой Социалистического Труда (1966).

## Биография
Аминат Исалова родилась 7 августа 1936 года в селе Чох Гунибского района Дагестанской АССР (сейчас в Дагестане). По национальности аварка.
Окончила пять классов сельской школы.
Рано осталась без отца, который погиб на фронте.
С 13 лет работала в Чохе в колхозе имени Магомеда Омарова-Чохского, выполняя план в полеводческой бригаде наравне со взрослыми. С 1953 года трудилась здесь дояркой. Побеждала в социалистических соревнованиях, активно занималась в селе общественной работой.
22 марта 1966 года Указом Президиума Верховного Совета СССР за достигнутые успехи в развитии животноводства, увеличении производства и заготовок мяса, молока, яиц, шерсти и другой продукции удостоена звания Героя Социалистического Труда с вручением ордена Ленина и золотой медали «Серп и Молот».
В 1966 году по состоянию здоровья перебралась в городе Кизилюрт и тогда же начала работать на местном заводе «Дагэлектроавтомат» штамповщицей механического цеха.
С 1971 года работала санитаркой инфекционного отделения Кизилюртовской центральной городской больницы. Впоследствии вышла на пенсию.
Живёт в посёлке Бавтугай Кизилюртовского городского округа Дагестана.
Награждена медалями.

## Семья
Вырастила троих детей.